# Kabupaten de Lampung du Sud
Le kabupaten de Lampung du Sud, en indonésien et malais Kabupaten Lampung Selatan, est un kabupaten de la province de Lampung, en Indonésie. Il est divisé en 17 kecamatan, eux-mêmes subdivisés en 3 kelurahan et 248 desa.

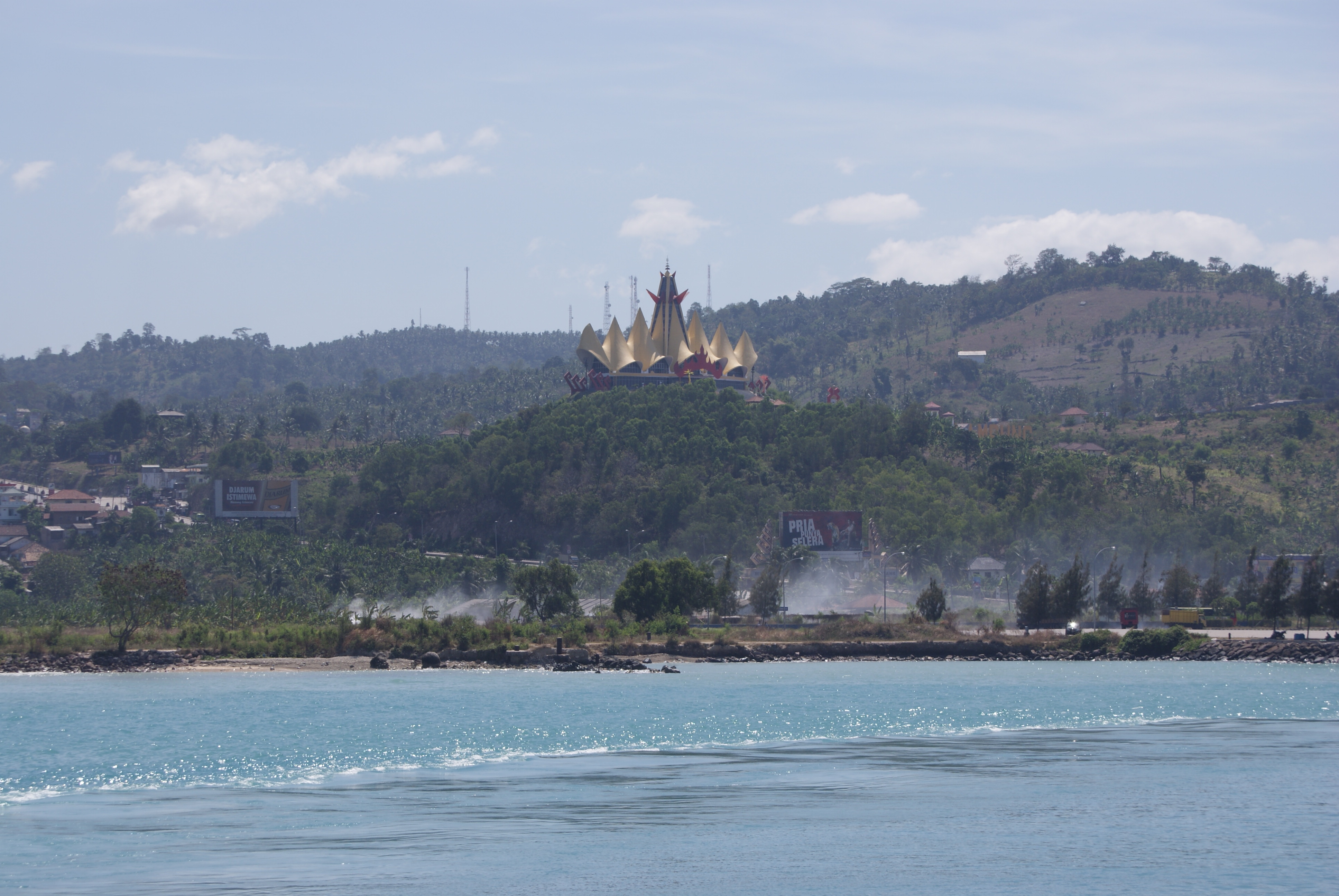
La tour Siger à Bakauheni.

## Lies externes
- Notices d'autorité :   - VIAF
  - LCCN
  - WorldCat